# Medina albomaculata
Medina albomaculata är en tvåvingeart som först beskrevs av Macquart 1851.  Medina albomaculata ingår i släktet Medina och familjen parasitflugor.
Artens utbredningsområde är Tyskland. Inga underarter finns listade i Catalogue of Life.